# Et l'acier fut trempé (film, 1973)
Pour les articles homonymes, voir Et l'acier fut trempé (homonymie).
Pour plus de détails, voir Fiche technique et Distribution.
Et l'acier fut trempé (Как закалялась сталь, Kak zakalyalas stal), est un téléfilm ainsi qu'un film de cinéma soviétique en six épisodes réalisé par Nikolaï Machtchenko d'après le roman éponyme de Nikolaï Ostrovski en 1973.
Il a été créé à la télévision le 3 novembre 1973 et la version cinématographique est sortie en 1975.  

## Fiche technique
- Titre : Et l'acier fut trempé
- Titre original : Как закалялась сталь (Kak zakalyalas stal)
- Réalisation : Nikolaï Machtchenko
- Scénario : Alexandre Alov et Vladimir Naoumov d'après le roman Et l'acier fut trempé de Nikolaï Ostrovski
- Photographie : Aleksandr Ityguilov
- Direction artistique : Eduard Cheikine et Viktor Zhilko
- Montage : Aleksandra Goldabenko
- Son : Tatiana Nilova
- Musique : Igor Shamo
- Textes de chansons : Robert Rojdestvenski
- Pays d'origine :  Union soviétique
- Production : Studio Dovjenko
- Durée : 369 minutes (6 épisodes)
- Format : Noir et blanc - 35 mm - Mono
- Genre : Film historique, film de guerre
- Date de sortie : 1973

## Distribution
- Vladimir Konkine : Pavel Kortchaguine
- Lioudmyla Efymenko : Taya, l'épouse de Kortchaguine
- Natalia Saïko : Tonia Toumanova
- Mykhailo Holubovych : Artyom Kortchaguine
- Konstantin Stepankov : Fedor Zhoukhraï
- Antonina Lefti : Rita Oustinovitch
- Elza Radziņa : Irina Alexandrovna, rédactrice en chef du journal
- Lev Perfilov : Yarochevski
- Nina Matvienko : Valia